# So.cl
So.cl（发音为 "social"）是一个由Microsoft FUSE Labs运作的社交网络服务和一个社交搜索引擎。

## 设计
So.cl看起来类似Google+而且借用了来自Facebook、Twitter和Pinterest的概念。但它并不准备面对大众市场，而且仅打算增加而不是代替这些上述社交网络服务。
注册和登录需要一个Windows Live账号或者与So.cl联系的Facebook账号。
这个站点已使用Bing API集成了搜索的特色。搜索默认是公开的且可以被标为私密的。
用户可以关注其他用户或者分类的信息页面。用户可以通过安装添加一个“Share on So.cl”按钮至网页浏览器的书签栏，用So.cl的小书签和其他用户分享他们在互联网上所见到的内容。
Video parties
Video parties是一个被用户分享和编辑的直播YouTube视频的收集。
Following interests
主题页面可以被订阅以填充用户感兴趣的订阅源。

## 历史
So.cl于2011年12月推出，最初通过一个伙伴关系对华盛顿大学、雪城大学和纽约大学的学生可用。虽然仍然在测试阶段，该站点已于2012年5月20日对所有用户开放。